# Isotenes latitata
Isotenes latitata is een vlinder uit de familie van de bladrollers (Tortricidae). De wetenschappelijke naam van de soort is voor het eerst geldig gepubliceerd in 2013 door Józef Razowski.

## Type
- holotype: "male. VIII.-IX.1987. genitalia slide 33303. Operation Raleigh. J.D. Holloway, D.T. Jones et al."
- instituut: BMNH, Londen, Engeland
- typelocatie: "Indonesia, Seram, Gunung Binaia, north slopes, 1200 m, Lower montane forest"